# بيل إيدجيرتون
بيل إيدجيرتون (بالإنجليزية: Bill Edgerton)‏ هو لاعب كرة قاعدة أمريكي، ولد في 16 أغسطس 1941 في ساوث بند في الولايات المتحدة.

## وصلات خارجية
- بيل إيدجيرتون على موقعبيزبول رفرنس.كوم (الدوري الرئيسي) (الإنجليزية)
- بيل إيدجيرتون على موقعبيزبول رفرنس.كوم (الدوري الثانوي) (الإنجليزية)
- بيل إيدجيرتون على موقع مشجعي الرسوم البيانية (الإنجليزية)